# Энмелен
Энмеле́н — национальное чукотское село в Провиденском районе Чукотского автономного округа России.
Название в переводе с чук. Энмыԓьын — «скалистый», «горный» (от чук. энм- «скала» + ылвын «разрез», «хребет»).

## Географическое положение
Расположено у далеко выступающего в море скалистого и обрывистого мыса Беринга Берингова моря. Является самым отдалённым от райцентра поселением Провиденского района. До ближайшего населённого пункта Нунлигран . Расстояние до окружного центра составляет 320 км.

## Население
| 2002 | 2010 | 2012 | 2013 | 2014 | 2015 | 2021 |
| ---- | ---- | ---- | ---- | ---- | ---- | ---- |
| 355  | ↗367 | ↘354 | ↘353 | ↘329 | ↘307 | ↘281 |

## Экономика
Основное занятие местных жителей — морзверобойный промысел и рыболовство. Развитое ранее оленеводство и клеточное звероводство в настоящее время пришло в полный упадок.

## Достопримечательности
В северо-восточной части села сохранились остатки древнеэскимосских полуподземных жилищ, многочисленные предметы эскимосской культуры морских охотников, датируемыми первым тысячелетием нашей эры.